# 鬲
鬲，是中国古代的一种炊器，用于烧煮加热。陶鬲出现于新石器时代晚期，青铜鬲流行于商代至春秋时期。至战国晚期，随着灶台的普及，逐渐被釜取代。

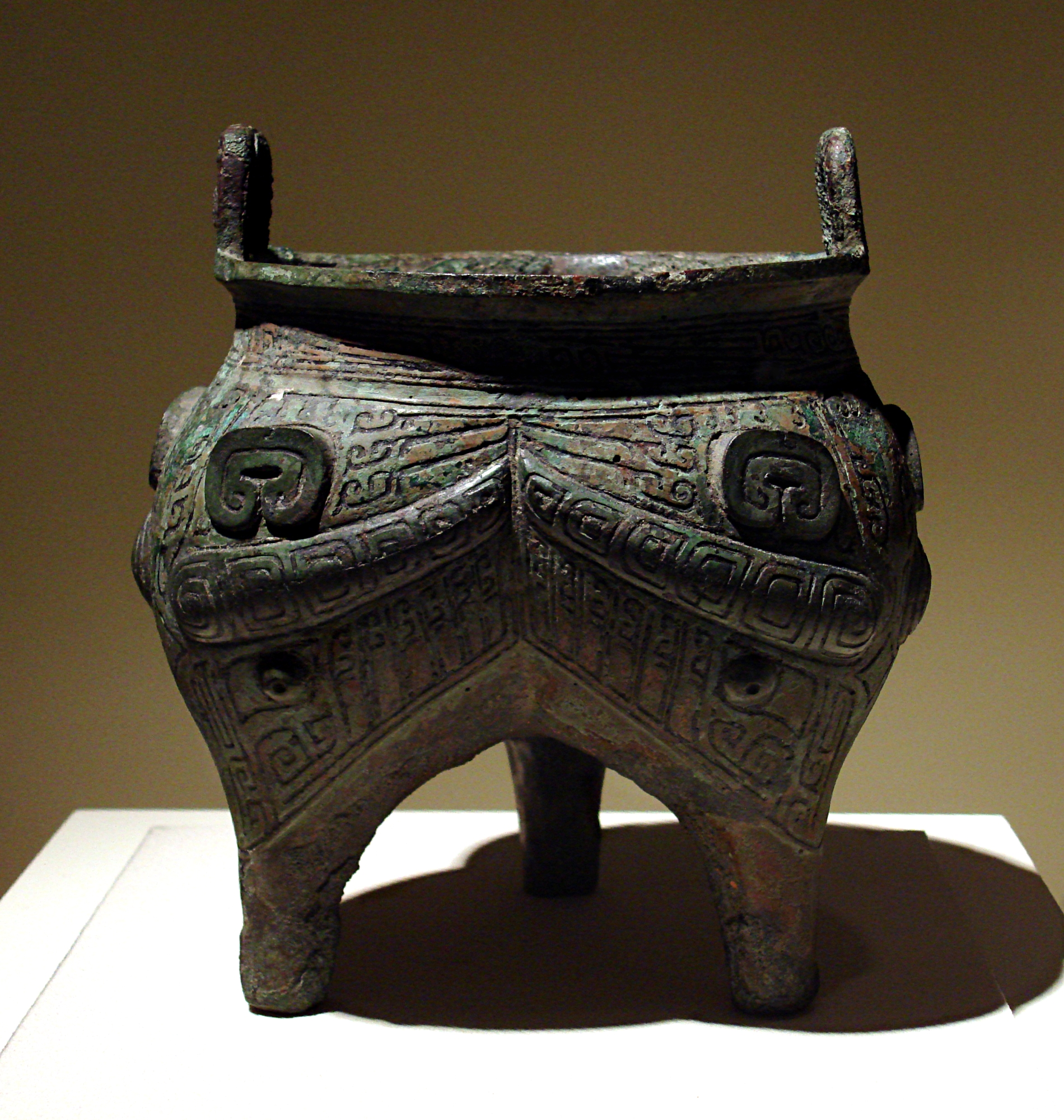
鬲

鬲可以与甑配套构成甗，形成类似蒸锅的炊具。鬲在下盛水、甑在上盛食物，於鬲下部加热使水沸腾产生水蒸氣，藉以蒸熟甑中的食物。

## 释名

### 铭文自名
鬲与鼎的形制相似，用途相近，所以出土的很多西周早期的鬲铭文中都自名为“鼎”，如1981年出土于宝鸡纸坊头的夨伯鬲自称“旅鼎”。另有“齍鬲”、“齊鬲”、“羞鬲”（仲姞鬲）、“薦鬲”、“䢅”等不同的自名。

### 文献辞书
文献、辞书中对“鬲”的解释如下：
- 清代陈昌治刻本《说文解字》：【卷三】【鬲部】鬲：鼎屬。實五觳。斗二升曰觳。象腹交文，三足。凡鬲之屬皆从鬲。䰛，鬲或从瓦。㽁，漢令鬲从瓦厤聲。郎激切
- 清代段玉裁《說文解字注》：鼎屬也。《釋器》曰：“鼎款足者謂之鬲”。實五觳。考工記。陶人爲鬲。實五觳。厚半寸。脣寸。𣁬二𦫵曰觳。大鄭云。觳受三豆。後鄭云。觳受𣁬二𦫵。按瓬人職云。豆實三而成觳。大鄭本之。今俗本譌爲觳受三𣁬。誤甚。許必言觳所受者。角部觳下無此義也。魏三體石經以鬲爲大詰嗣無疆大歷服之歷。同在十六部也。象腹交文三足。上象其口。㐅象腹交文。下象三足也。考工記圖曰款足。按款足、郭云曲腳。漢郊祀志則云鼎空足曰鬲。釋款爲空。郞激切。十六部。凡鬲之屬皆从鬲。
- 《尔雅·释器》有：鼎「款[註 1]足谓之鬲。」
- 《汉书·郊祀志》有：鼎「空足曰鬲。」
- 《梦溪笔谈》有：「古鼎中有三足皆空，中可容物者，所谓鬲也。」

## 形制及应用
从上到下，鬲可由如下几部分组成：
- 耳：有些鬲无耳；依据不同的对称性，两耳和三足可成四点配列式或五点配列式。
- 口：多数鬲口沿外倾，称为侈口；口上可以有耳，称为立耳；少数鬲口上还有盖。
- 颈：颈内束。
- 肩：肩上可以有耳，称为附耳。
- 腹：商代早期的鬲多为袋形腹，商代晚期以后袋形腹逐渐蜕化。
- 裆：
- 足：足有袋足、锥足、柱足等分别。

陶鬲于新石器时代晚期出现，直到商周时期还十分盛行，其形状多为侈口、圆腹、三个袋状足，有的颈部有双耳，使用时，在三个袋状足下直接燃火煮食。鬲的器形与鼎相近，区别在于鼎有实足，鬲是袋形足。从其相似的功能与形状来看，鼎应该是由鬲发展而来。一般来说，腿长裆深的陶鬲年代都早，可以直接支在地上，便于填柴引火。后来，随着灶台的广泛使用，陶鬲的腿的功能逐渐淡化，遂成为釜。
鬲有实用器与明器之分。实用多为夹砂陶，胎质坚硬器壁较厚；明器则多为泥质陶，火候较低，胎质疏松，表面打磨得很光滑，有的还用红、白二种颜色绘出各种纹饰。
陶鬲和商代早期的鬲都有袋形腹，用于烧煮加热可以获得更好的效果；商代晚期以后袋形腹逐渐蜕化，且表面常有华丽纹饰，此时鬲不宜于火煮，当为盛食物的器皿。
西周中后期，鬲盛行，常成组随葬，且一组铜鬲的大小、形制、铭文大体相同。春秋战国时期，铜鬲常以偶数组合（二、四器）与列鼎（五器）一同随葬。战国晚期以后，铜鬲逐渐消失。西周时期还有方鬲。

## 延伸阅读
[在维基数据编辑]
 《欽定古今圖書集成·經濟彙編·考工典·鬲部》，出自陈梦雷《古今圖書集成》